# Goeppertia sciuroides
Goeppertia sciuroides é uma espécie de  planta do gênero Goeppertia e da família Marantaceae.

## Taxonomia
A espécie foi descrita em 2012 por Stella Suárez e Finn Borchsenius. O seguinte sinônimo já foi catalogado:
- Calathea sciuroides  Petersen,[2]

## Forma de vida
É uma espécie terrícola e herbácea.

## Descrição
Ervas de 0,3-0,4 m de altura. Lâmina foliar ornamentada, face adaxial verde-escura com máculas longitudinais argênteas acompanhando as nervuras secundárias, face abaxial verde ou vinácea. Brácteas verdes ou vináceas com centro esverdeado, cálice e corola amarelos ou cinza.

## Conservação
A espécie faz parte da Lista Vermelha das espécies ameaçadas do estado do Espírito Santo, no sudeste do Brasil. A lista foi publicada em 13 de junho de 2005 por intermédio do decreto estadual nº 1.499-R.

## Distribuição
A espécie é endêmica do Brasil e encontrada nos estados brasileiros de Bahia, Espírito Santo e Rio de Janeiro. A espécie é encontrada no domínio fitogeográfico de Mata Atlântica.